# Denmark Open 1976
Die Denmark Open 1976 im Badminton fanden vom 13. bis zum 16. März 1976 in Kopenhagen statt. 

## Finalergebnisse
| Disziplin    | Sieger                           | Finalist                   | Ergebnis          |
| ------------ | -------------------------------- | -------------------------- | ----------------- |
| Herreneinzel | Svend Pri                        | Flemming Delfs             | 9-15, 15-5, 15-10 |
| Dameneinzel  | Lene Køppen                      | Joke van Beusekom          | 11-4, 11-1        |
| Herrendoppel | David Eddy Eddy Sutton           | Flemming Delfs Elo Hansen  | 15-13, 15-11      |
| Damendoppel  | Joke van Beusekom Marjan Luesken | Lene Køppen Inge Borgstrøm | 15-12, 15-11      |
| Mixed        | Steen Skovgaard Lene Køppen      | David Eddy Barbara Giles   | 15-8, 15-4        |